# Nicolás Renán Aguilera Arroyo
Mons. Nicolás Renán Aguilera Arroyo (* 9. května 1972, San Lorenzo) je bolivijský římskokatolický duchovní a biskup Potosí.

## Život
Studoval v semináři San Cristóbal v Sucre a ve vyšším semináři San José v Cochabamba. Dne 8. prosince 1999 byl biskupem Adhemarem Esquivel Kohenque vysvěcen na kněze a inkardinován do diecéze Tarija.
Stal se farářem ve farnosti svatého Vavřince v Tarija a diecézních delegátem pro pastoraci mládeže. Od roku 2006 do roku 2011 působil jako člen Kolegia poradců a Rady pro ekonomické záležitosti diecéze. Roku 2007 se stal rektorem vyššího semináře San Juan María Vianney. Byl předsedou Konference diecézního kléru a biskupským vikářem pro pastoraci. Roku 2008 byl jmenován rektorem diecézní svatyně v Chaguaya.
V letech 2011–2013 studoval liturgiku na církevní univerzitě San Dámaso v Madridu. Po studiu byl ustanoven rektorem vyššího semináře San José.
Dne 28. října 2020 jej papež František jmenoval biskupem diecéze Potosí. Dne 20. ledna 2021 přijal biskupské svěcení. Světiteli byli arcibiskup Ricardo Ernesto Centellas Guzmán, arcibiskup Angelo Accattino a biskup Jorge Ángel Saldías Pedraza.